# Monika Liu
Monika Liubinaitė (Klaipėda, 9 de febrero de 1988), conocida artísticamente como Monika Liu, es una cantante y compositora lituana.

## Biografía
Monika Liubinaitė nació en Klaipėda, en el distrito de Žvejybos uostas (lit. puerto pesquero), en una familia de músicos. Estudió en el colegio Ąžuolynas de Klaipėda, asistiendo a clases de ballet cuando era pequeña. En su etapa como estudiante, Monika se mudó a Boston y luego, a Londres,  La artista vive actualmente en Vilna.

## Carrera musical
La cantante inició su carrera musical a los cinco años cuando comenzó a estudiar violín. Esta descubrió el canto solo diez años después e inmediatamente, en 2004, triunfó en el concurso Dainų dainelė. Después, asistió a la Facultad de Música de la Universidad de Klaipėda y posteriormente se fue a los Estados Unidos, donde estudió en una de las escuelas de música más prestigiosas del mundo: el Berkeley College de Boston. Tras ello, Monika Liubinaitė se mudó a Londres, donde continuó componiendo canciones. Allí, trabajó con el famoso productor Mario Basanov, colaboró con la banda de música electrónica Silence, grabó la canción "Ne vakar" con el grupo Sel, ganó concursos musicales y disfrutó del éxito en el programa de televisión de LRT Auksinis balsas.
El 23 de mayo de 2019, Gediminas Jaunius, el productor de Lietuvos balso (La Voz de Lituania), anunció que Monika Liu se convertiría en coach de la séptima edición del formato. Más tarde, se unió a otros proyectos, como las versiones lituanas de Mask Singer (Kaukės) y Veo cómo cantas (Aš matau tavo balsą).

### Melodija
El 20 de abril de 2020, la artista lanzó su segundo álbum y su primer disco de vinilo, Melodija. El disco fue grabado en el Reino Unido en colaboración con profesionales de la música: el productor Miles James, el director de sonido Christoph Skirl y el músico Marius Aleksa, con el uso de sintetizadores y diferentes técnicas, siendo todos los instrumentos grabados en directo.
"Mis canciones son sobre la juventud, los sueños, el miedo, la locura, la soledad y, lo más importante, el amor. Por cómo la gente reacciona a mi música: sonríen, ríen o lloran, entiendo cuánto hemos experimentado todos en el amor y qué nos une”, dice la artista Monika Liu.

### Festival de la Canción de Eurovisión
El 7 de diciembre de 2021, se anunció que la artista participaría en la preselección nacional lituana para Eurovisión Lituania en el Festival de la Canción de Eurovisión 2022, Pabandom iš naujo! 2022, con la canción "Sentimientai". El tema fue lanzado el 18 de enero de 2022 e inmediatamente se convirtió en la canción más escuchada en Lituania, según los datos de las plataformas internacionales de música en streaming.
Monika apareció por primera vez en la tercera gala de clasificación, con la mayor cantidad de votos tanto del jurado como de la audiencia. Así, ganó dicho programa con una gran diferencia entre los demás participantes y llegó a la semifinal del 5 de febrero, en la que repitió idéntico resultado y llegó a la final, la cual acabaría ganando. De este modo, se convirtió en la representante de Lituania en el LXVI Festival de la Canción de Eurovisión 2022.
Monika participó en la primera semifinal de Eurovisión 2022, que tuvo lugar en Turín (Italia) el 10 de mayo de 2022, clasificándose para la gran final con 159 puntos (séptima posición). El 14 de mayo actuó en la gran final, finalizando en el puesto 14 con 128 puntos (35 puntos del voto del jurado y 93 puntos del televoto).

## Discografía

### Álbumes de estudio
- I Am – 2015
- Lünatik  – 24 de octubre de 2019
- Melodija – 20 de abril de 2020

### Canciones
| Nombre                                         | Año  | Mejor posición     | Álbum    |
| Nombre                                         | Año  | LT (AGATA TOP 100) | Álbum    |
| ---------------------------------------------- | ---- | ------------------ | -------- |
| "Journey to the Moon"                          | 2015 | —                  | I Am     |
| "Let Me Out"                                   | 2015 | —                  | I Am     |
| "Empirical Love"                               | 2015 | —                  | I Am     |
| "I Am"                                         | 2015 | —                  | I Am     |
| "On My Own"                                    | 2016 | —                  | —        |
| "Hello"                                        | 2017 | —                  | —        |
| "Komm zu mir"                                  | 2019 | —                  | Lünatik  |
| „Falafel“                                      | 2019 | —                  | Lünatik  |
| "No Matter What"                               | 2019 | —                  | Lünatik  |
| "Sometimes I Loved You Sometimes You Loved Me" | 2019 | —                  | Lünatik  |
| "Detective"                                    | 2019 | —                  | Lünatik  |
| "I Wanna Be A Man"                             | 2019 | —                  | Lünatik  |
| "I Got You"                                    | 2019 | —                  | Lünatik  |
| "Vaikinai trumpais šortais"                    | 2019 | 31                 | Melodija |
| "Troškimas"                                    | 2020 | —                  | Melodija |
| "Tiek jau to"                                  | 2020 | —                  | Melodija |
| "Amžinai toli"                                 | 2020 | —                  | Melodija |
| "Sentimentai"                                  | 2022 | 1                  | —        |

## Premios
| Año  | Otorgar  | categoría       | Trabajo                     | El resultado |
| ---- | -------- | --------------- | --------------------------- | ------------ |
| 2015 | M.A.M.A. | Artista del año | -                           | Nominada     |
| 2015 | M.A.M.A. | Avance del año  | -                           | Nominada     |
| 2020 | M.A.M.A. | Artista del año | -                           | Nominada     |
| 2020 | M.A.M.A. | Canción del año | "Vaikinai trumpais šortais" | Nominada     |